# Championnats d'Asie de karaté 2004
Navigation
Édition précédente Édition suivante
Les championnats d'Asie de karaté 2004 ont lieu à Taoyuan, à Taïwan, en février 2004. Il s'agit de la sixième édition des championnats d'Asie de karaté.